# Nine Mile
Nine Mile es un pueblo jamaiquino situado en la parroquia de Saint Ann, a unas pocas millas al sur de Brown's Town. Es notable por ser la cuna de la leyenda del reggae llamado Bob Marley.
Nine Mile es propiedad y está operado por la familia de Bob. En el recinto se encuentra la casa de Bob Marley, convertida en museo.  Se puede visitar la almohada de piedra (mencionada en la canción "Talking Blues"), así como su tumba y mausoleo. El nombre "Nine miles" (nueve millas) se debe a la distancia que la separa de la carretera general
Hay tours por la casa de Marley con guías rastafari y una plantación de marihuana en los aledaños.
Muy cerca se encuentra el monte Zion Rock (llamado Bob lugar de meditación). 
La banda argentina de reggae Nueve Millas, lleva ese nombre en su honor.